# Regione di Zagabria
La regione zagabrese (croato: Zagrebačka županija) è una regione della Croazia settentrionale che comprende il territorio situato intorno alla capitale, Zagabria; capoluogo della regione è Zagabria, nonostante la città non faccia parte della stessa e costituisca una regione a sé stante.

## Città e comuni
La regione zagabrese è divisa in 9 città e 25 comuni, qui sotto elencati (fra parentesi il dato relativo al censimento della popolazione del 2001).

### Città
| Città             | Ab.    |
| ----------------- | ------ |
| Dugo Selo         | 14.300 |
| Ivanić-Grad       | 14.723 |
| Jastrebarsko      | 16.689 |
| Samobor           | 36.206 |
| Sveta Nedelja     | 15.506 |
| Sveti Ivan Zelina | 16.268 |
| Velika Gorica     | 63.517 |
| Vrbovec           | 14.658 |
| Zaprešić          | 23.125 |

### Comuni
| Comune         | Ab.    |
| -------------- | ------ |
| Bedenica       | 1.522  |
| Bistra         | 6.098  |
| Brckovljani    | 6.816  |
| Brdovec        | 10.287 |
| Dubrava        | 5.478  |
| Dubravica      | 1.586  |
| Farkaševac     | 2.102  |
| Gradec         | 3.920  |
| Jakovlje       | 3.952  |
| Klinča Sela    | 4.927  |
| Kloštar Ivanić | 6.038  |
| Krašić         | 3.199  |
| Kravarsko      | 1.983  |
| Križ           | 7.406  |
| Luka           | 1.419  |
| Marija Gorica  | 2.089  |
| Orle           | 2.145  |
| Pisarovina     | 3.697  |
| Pokupsko       | 2.492  |
| Preseka        | 1.670  |
| Pušća          | 2.484  |
| Rakovec        | 1.350  |
| Rugvica        | 7.608  |
| Stupnik        | 3.251  |
| Žumberak       | 1.185  |